# Camapuã
Camapuã là một đô thị thuộc bang Mato Grosso do Sul, Brasil. Đô thị này có diện tích 10758,432 km², dân số năm 2007 là 13193 người, mật độ 1,23 người/km².